# Nazionale maschile under 21 di calcio di Gibilterra
La nazionale Under-21 di calcio di Gibilterra è la rappresentativa calcistica Under-21 di Gibilterra, posta sotto l'egida della GFA.

## Storia
Sebbene la federazione calcistica di Gibilterra abbia ottenuto l'affiliazione all'UEFA nel maggio 2013, la selezione Under-21 è stata formata soltanto nel dicembre 2016 in vista del sorteggio per le qualificazioni al campionato europeo di calcio Under-21 2019, in programma in Italia.
La selezione gibilterriana è stata inserita nel gruppo 7 ed ha esordito ufficialmente l'8 giugno 2017 nella gara esterna contro l'Austria, persa 3-0. Vince la sua prima partita officiale il 10 ottobre 2017 contro la selezione macedone, che viene sconfitta per 1-0 con un gol di Torilla. 

## Convocazione più recente
Elenco dei convocati per le gare contro i pari età di Austria e Armenia dell'8 e 13 giugno 2017, valide per le qualificazioni al campionato europeo di calcio Under-21 2019.
Presenze e reti aggiornate al 13 giugno 2017
| N. | Pos. | Giocatore                 | Data nascita (età) | Pres. | Reti | Squadra                          |
| -- | ---- | ------------------------- | ------------------ | ----- | ---- | -------------------------------- |
| 1  | P    | Bradley Banda             | 20 gennaio 1998    | 2     | -6   | Team Solent                      |
| 13 | P    | Robert Rae                | 30 maggio 1999     | 0     | 0    | Lynx                             |
| 2  | D    | Jamie Serra               | 30 ottobre 1998    | 2     | 0    | St Joseph's                      |
| 3  | D    | Liam Crisp                | 23 settembre 1999  | 1     | 0    | Manchester 62                    |
| 4  | D    | Louie Annesley            | 3 maggio 2000      | 2     | 0    | Barnet                           |
| 5  | D    | Ethan Jolley              | 29 marzo 1997      | 1     | 0    | Mons Calpe                       |
| 15 | D    | Daniel Sanchez            | 11 novembre 1997   | 0     | 0    | University of Central Lancashire |
| 19 | D    | Erin Barnett              | 2 settembre 1996   | 1     | 0    | Gibraltar United                 |
|    | D    | Jayce Mascarenhas-Olivero | 2 luglio 1998      | 1     | 0    | Abingdon United                  |
| 6  | C    | Jaron Vinet               | 19 dicembre 1997   | 2     | 0    | Europa Point                     |
| 7  | C    | Andrew Hernandez          | 10 gennaio 1999    | 2     | 0    | Gibraltar United                 |
| 8  | C    | Shaun De Los Santos       | 26 gennaio 1998    | 2     | 0    | svincolato                       |
| 9  | C    | Tjay De Barr              | 13 marzo 2000      | 2     | 0    | Europa Point                     |
| 10 | C    | Graeme Torrilla           | 3 settembre 1997   | 2     | 0    | Lions Gibraltar (Capitano)       |
| 11 | C    | Leon Clinton              | 19 luglio 1998     | 2     | 0    | Lincoln Red Imps                 |
| 12 | C    | Scott Ballantine          | 12 aprile 1996     | 2     | 0    | Team Northumbria                 |
| 17 | C    | Jesse Victory             | 2 aprile 1996      | 1     | 0    | Gibraltar United                 |
| 18 | C    | Cecil Prescott            | 10 maggio 1999     | 1     | 0    | St Joseph's                      |
| 14 | C    | Michael Negrette          | 14 agosto 1998     | 0     | 0    | St Joseph's                      |
| 16 | A    | Liam Thorne               | 13 gennaio 1998    | 0     | 0    | svincolato                       |
| 20 | A    | Jamie Coombes             | 27 maggio 1996     | 1     | 0    | Undy                             |